# Leninsk-Kouznetski
Pour les articles homonymes, voir Leninsk.
Leninsk-Kouznetski (en russe : Ленинск-Кузнецкий) est une ville de l'oblast de Kemerovo, en Russie. Sa population s'élevait à 92 244 habitants en 2021.

## Géographie
Leninsk-Kouznetski est arrosée par la rivière Inia, un affluent de l'Ob, et se trouve à 75 km au sud de la capitale régionale Kemerovo. Leninsk-Kouznetski se trouve dans le bassin houiller du Kouzbass.
La ville est desservie par la route Kemerovo-Novokouznets (32K-445), qui contourne la ville par l'est.

## Histoire
La première implantation remonte à 1763 avec la création d'un village baptisé Koltchouguino. L'extraction du charbon démarre en 1870 mais ne devient réellement intensive qu'en 1912 grâce à des capitaux français. L'agglomération est rebaptisée Leninsk en 1922 puis Leninsk–Kouznetski en 1924. Elle acquiert le statut de ville en 1925.
La ville est entièrement tournée vers l'extraction du charbon. De nombreuses mines se trouvent dans les limites mêmes de la ville.
La ville se trouve sur les routes nationales Leninsk-Kouznetski-Novossibirsk et Kemerovo-Novokouznetsk ainsi que sur les lignes de chemin de fer Novossibirsk – Novokouznetsk et Kemerovo – Novokouznetsk. La ville dispose d'un réseau de trolleybus depuis 1984.
En février 2019, la ville et le Kouzbass ont été recouverts de neige noire. Les habitants des villes de Kisseliovsk, Leninsk-Kouznetski et Prokopievsk, dont l'espérance de vie est inférieure de 3 à 4 ans à celle de la moyenne nationale russe, accusent la poussière de charbon de ce phénomène,,.

## Population
Recensements ou estimations de la population
| 1926*  | 1939*  | 1959*   | 1970*   | 1979*   |
| ------ | ------ | ------- | ------- | ------- |
| 20 000 | 82 739 | 132 156 | 127 747 | 132 124 |

| 1989*   | 2002*   | 2010*   | 2012    | 2013   |
| ------- | ------- | ------- | ------- | ------ |
| 165 487 | 112 253 | 101 666 | 100 458 | 99 689 |

| 2019   | 2021   | - | - | - |
| ------ | ------ | - | - | - |
| 95 279 | 92 244 | - | - | - |

## Religion
- Monastère féminin Saint-Seraphim (1852, reconstitué en 1987), orthodoxe
- Église des Nouveaux-Martyrs-de-la-Russie (1995-1996), orthodoxe
- Paroisse Saint-Joseph, catholique[5]

## Sport
- FK Zaria Leninsk-Kouznetski, club de football fondé en 1989.

## Personnalités
Maria Filatova (1961-), deux fois championne olympique de gymnastique, est née à Leninsk-Kouznetski.